# Pakistan International Airlines
Pakistan International Airways (acronim PIA) este o companie aeriană din Pakistan.